# John Asser

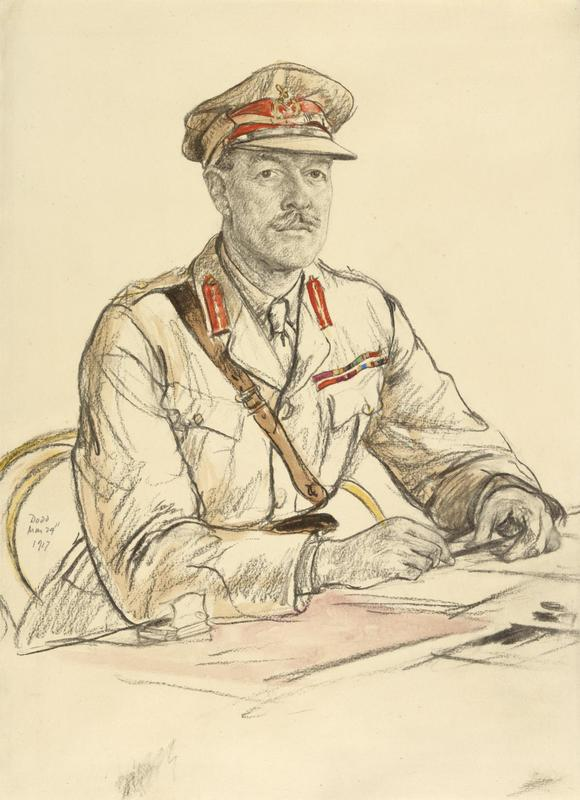
Generalmajor Sir Joseph John Asser (Gemälde von Francis Dodd).

Sir Joseph John Asser, KCB, KCMG, KCVO (* 31. August 1867; † 4. Februar 1949) war ein britischer Offizier der British Army, der als Generalleutnant zwischen 1919 und 1922 Befehlshaber der britischen Truppen in Frankreich und Flandern sowie zuletzt als General von 1922 bis 1927 Gouverneur von Bermuda war.

## Leben

### Offiziersausbildung und Einsatz in Ägypten

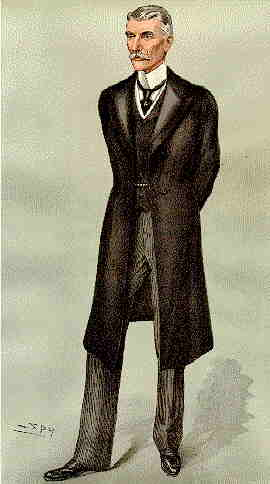
1892 war Oberleutnant Asser Sonderaadjutant von Generalmajor Frederick Forestier-Walker, dem Befehlshaber der britischen Truppen in Ägypten.

Joseph John Asser, Sohn von S. B. V. Asser, absolvierte nach dem Schulbesuch eine Offiziersausbildung am Royal Military College Sandhurst und trat nach deren Abschluss am 14. September 1887 als Leutnant (Second Lieutenant) in das Linieninfanterieregiment Dorsetshire Regiment ein. Am 31. Juli 1889 erfolgte seine Beförderung zum Oberleutnant (Lieutenant). Am 5. Januar 1892 wurde er in den Stabsdienst übernommen und Sonderadjutant (Extra Aide-de-camp) von Generalmajor Frederick Forestier-Walker, dem Befehlshaber der britischen Truppen in Ägypten (Commander, British Troops in Egypt). Dort erfolgte am 15. März 1893 seine Ernennung zum Adjutant des Regiments sowie am 5. Mai 1893 seine Beförderung zum Hauptmann (Captain) im Dorsetshire Regiment. Für seine militärischen Verdienste wurde er am 25. Januar 1898 sowie am 30. September 1898 für seinen Einsatz in der Schlacht von Omdurman (2. September 1898) im Kriegsbericht erwähnt (Mentioned in dispatches).
Am 15. November 1898 wurde Asser zum Major befördert und zum Ägyptischen Heer (Egyptian Army) versetzt, wo ihm am 30. März 1901 der lokale Dienstgrad eines Oberstleutnant (Local Lieutenant-Colonel) verliehen wurde. Nachdem er am 23. Januar 1907 gemäß Article 92A, Royal Warrant for Pay and Promotion mit halben Sold (Half Pay List) als Major aus dem Dorsetshire Regiment ausgeschieden war, war er zwischen 1907 und 1914 Generaladjutant des Ägyptischen Heeres (Adjutant-general of the Egyptian Army). Für seine Verdienste in Ägypten erhielt er am 18. März 1908 den Mecidiye-Orden des Osmanischen Reiches Dritter Klasse sowie am 28. Oktober 1912 als Local Colonel den Mecidiye-Orden Zweiter Klasse.

### Erster Weltkrieg

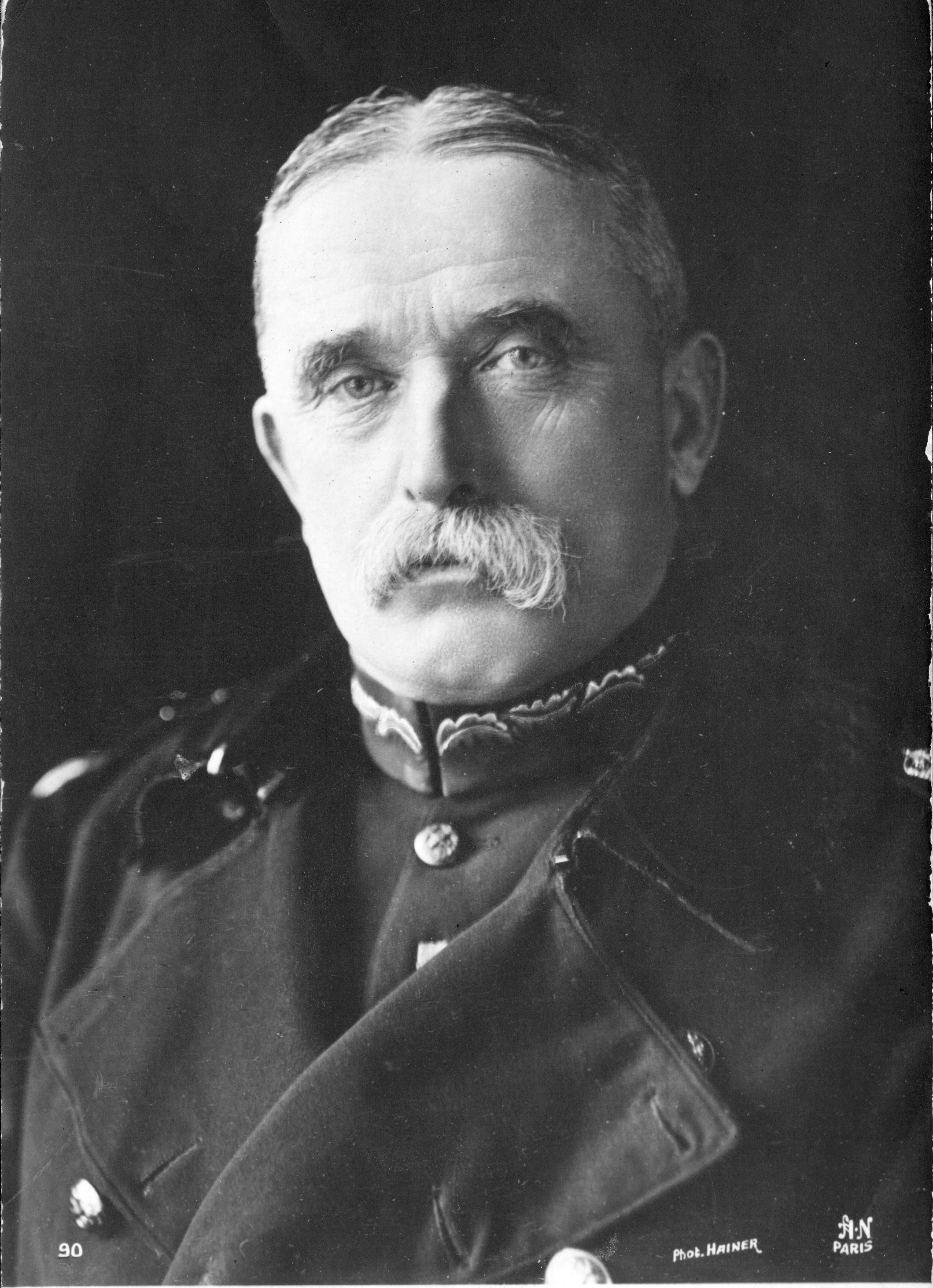
Zu Beginn des Ersten Weltkrieges war Oberst Asser Offizier im Stab von General Sir John French, dem Befehlshaber der Britischen Expeditionsstreitkräfte BEF (British Expeditionary Force).

Nachdem John Asser kurzzeitig aus dem aktiven Militärdienst ausgeschieden war, wurde er zu Beginn des Ersten Weltkrieges am 25. August 1914 aus dem Dienst als Reserveoffizier in den Kriegsdienst zurückbeordert und als Oberst zum Kommandant einer Kommunikationseinheit (Commandant on the Lines of Communications) ernannt. Am 8. Oktober 1914 wurde er als Kommandant eines Stützpunktes (Commandant No. 3 Base) im Stab der von General Sir John French kommandierten Britischen Expeditionsstreitkräfte BEF (British Expeditionary Force) abermals im Kriegsbericht erwähnt. Er wurde am 18. Februar 1915 wieder im Kriegsbericht erwähnt und für seine Verdienste am 2. März 1915 Companion des Order of the Bath (CB).
Asser war bis zum 18. Juli 1915 Assistierender Generaladjutant (Assistant Adjutant-General) der Britischen Expeditionsstreitkräfte und danach bis zum 2. Dezember 1916 mit dem kommissarischen Dienstgrad eines Brigadegenerals (Temporary Brigadier-General) Kommandant eines Stützpunktes (Base Commandant). Während dieser Zeit wurde er von der Pensionsliste (Retired List) gestrichen und am 3. Juni 1916 unter Beförderung zum Generalmajor (Major-General) in den aktiven Militärdienst (Active List) übernommen. Für seine Verdienste an der Westfront wurde er am 2. November 1916 MG Kommandeur des Kronenordens von Belgien.
Am 2. Dezember 1916 wurde Generalmajor John Asser der kommissarische Dienstgrad eines Generalleutnants (Temporary Lieutenant-General) verliehen und am 14. Juli 1917	zum Knight Commander des Royal Victorian Order (KCVO) geschlagen, so dass er fortan den Namenszusatz „Sir“ führte. Am 11. Dezember 1917 wurde er abermals im Kriegsbericht erwähnt sowie am 1. Januar 1918 auch zum Knight Commander des Order of St Michael and St George (KCMG) geschlagen. Er wurde am 20. Mai 1918 erneut im Kriegsbericht erwähnt und am 10. Oktober 1918 auch Großoffizier Kaiserreich Japan Ordens des Heiligen Schatzes, ehe er zum Kriegsende am 8. November 1918 wieder im Kriegsbericht erwähnt wurde.

### Zwischenkriegszeit

#### Befehlshaber der Truppen in Frankreich und Flandern 1919 bis 1922
Nach Kriegsende wurde Sir John Asser am 2. April 1919 unter Beibehaltung des vorübergehenden Dienstgrades eines Generalleutnants Befehlshaber der britischen Truppen in Frankreich und Flandern (General Officer Commanding, British Troops in France and Flanders) und behielt diese Funktion bis Juli 1922. Am 9. Juni 1919 erfolgte seine Beförderung zum Generalleutnant (Lieutenant-General) Er wurde am 5. Jul 1919 erneut im Kriegsbericht erwähnt und am 14. Juli 1919 Kommandeur der Ehrenlegion sowie außerdem am 7. Oktober 1919 Kommandeur des Ordre du Mérite agricole. Darüber hinaus wurde ihm am 24. Oktober 1919 das Croix de Guerre verliehen sowie am 8. März 1920 auch die Würde eines Großoffiziers der Ehrenlegion.

#### Gouverneur von Bermuda 1922 bis 1927
Generalleutnant Sir John Asser wurde am 22. Mai 1922 von König Georg V. zum Gouverneur von Bermuda sowie zum Oberkommandierenden der dortigen Truppen (Governor and Commander-in-Chief of the Bermudas or Somers Islands) ernannt. Er trat diese Posten am 29. Juli 1922 als Nachfolger von General Sir James Willcocks an und verblieb in diesen Funktionen bis zum 9. August 1927, woraufhin Generalleutnant Sir Louis Bols ihn ablöste. Während seiner dortigen Amtszeit wurde er am 1. Januar 1924 auch zum Knight Commander des militärischen Zweiges des Order of the Bath (KCB (Mil)) geschlagen sowie am 1. November 1926 auch zum General befördert.
Nach Beendigung seiner Dienstzeit als Gouverneur von Bermuda wurde Asser am 9. August 1927 mit halben Sold (Half Pay List) versehen und war später zwischen dem 21. Mai 1929 und dem 9. August 1930 noch Generaladjutant (Aide-de-camp General) von Georg V. Nachdem er nach seinem Ausscheiden als Gouverneur drei Jahre ohne besondere Ämter war, trat er am 8. August 1930 aufgrund der Bestimmungen des Art. 547, Royal Warrant for Pay and Promotion, 1926 in den Ruhestand (Retirement Pay). Er war seit 1901 mit Leila Asser verheiratet und verstarb am 4. Februar 1949.